# Трифильев, Евгений Парфёнович
Евгений Парфёнович (Парфеньевич, Парфентьевич) Трифильев (5 января 1867, Мариуполь, Екатеринославская губерния — 17 августа 1925, Одесса) — российский историк, архивист и краевед. Профессор Императорского Новороссийского университета (Одесса).

## Биография
Родился 5 января 1867 года в Мариуполе в семье купца. Среднее образование получил в Мариупольской гимназии.

### В Харькове
В течение 1886—1890 годов учился в Харьковском университете на юридическом факультет (один семестр) и на историческом отделении историко-филологического факультета.
Работал преподавателем в харьковских средних учебных заведениях. Одновремененно являлся хранителем фондов Музея искусств и старины при Харьковском университете.
В 1901 году после прохождения магистерского экзамена получил ученое звание приват-доцента по специальности «русская история» и приступил к научно-педагогической деятельности в Харьковском университете.
В 1905 году Харьковский университет присудил ему степень магистра русской истории за работу «Очерки из истории крепостного права в России. Царствование Павла I» (Харьков, 1904), для написания которой автор изучил архивные документы Сената и Государственного Совета.

### В Одессе
С 1911 года работал в Одессе профессором и заведующим кафедрой русской истории, секретарем историко-филологического факультета Императорского Новороссийского университета.
С 1920 года возглавлял кафедру русской истории в Одесском институте народного образования (ОИНО), преподавал в Одесском археологическом институте. Был главой секции Одесской комиссии краеведения при Всеукраинской академии наук. Участвовал в археологических раскопках вблизи Одессы.
В последние годы жизни был привлечён Одесским губернским архивным управлением к разработке архивных фондов в Одессе. По поручению местного отделения Истпарта разрабатывал историю аграрного движения 1905 года в Херсонской губернии. Также последнее время работал на раскопках вблизи села Усатово Одесского района.
Умер 17 августа 1925 в Одессе.

## Работы
Автор более 20 научных работ (в частности, 2 монографий, 3 брошюр, около 20 научных статей).
- Очерки из истории индустрии Слободской Украины. — 1.: Селитроварение, XVII—XIX вв. — Харьков, 1894. — 37 с.
- Очерки по истории крепостного права в России. Царствование правителя Павла И. — Харьков, 1904. — 360 с.
- К биографии В. Н. Кармазина. Дело о закладной. — Харьков, 1913. — 8 с.
- Крестьянские волнения в Одесщине в 1905 году // 1905 год. Революционное движение в Одессе и Одесщине. — Одесса, 1925. — С. 102—132.

## Награды
- Орден Св. Владимира 4 ст.
- Орден Св. Анны 2, 3 ст.
- Орден Св. Станислава 2, 3 ст.